# Ricardo Delgado (boxe anglaise)
Pour les articles homonymes, voir Ricardo Delgado.
Ricardo Delgado est un boxeur mexicain né le 13 juillet 1947 à Mexico.

## Carrière
Il devient champion olympique des poids mouches aux Jeux de Mexico en 1968 après sa victoire en finale contre le Polonais Artur Olech. Delgado passe professionnel l'année suivante mais ne rencontre pas le même succès que dans les rangs amateurs. Il met un terme à sa carrière en 1975 sur un bilan de 14 victoires, 12 défaites et 4 matchs nuls.

## Parcours auxJeux olympiques
Jeux olympiques d'été de 1968 à Mexico (poids mouches) :
- Bat Brendan McCarthy (Irlande) 5-0
- Bat Tetsuaki Nakamura (Japon) 5-0
- Bat Servilio de Oliveira (Brésil) 5-0
- Bat Artur Olech (Pologne) 5-0